# Cydosia nobilis
Cydosia nobilis är en fjärilsart som beskrevs av Jacob Hübner 1819. Cydosia nobilis ingår i släktet Cydosia och familjen nattflyn. Inga underarter finns listade i Catalogue of Life.